# Nevlastní bod
Nevlastní bod je bod v nekonečnu. Někdy se používá také ve významu směr, protože všechny rovnoběžné přímky směřují do téhož nevlastního bodu. Zavedením nevlastních bodů do geometrie (hlavně analytické) a do vektorové analýzy se zjednodušily některé vztahy a úvahy.
Nevlastními body jsou například konce hyperboly (na nevlastní bod ukazují asymptoty), v grafu hodnota {\displaystyle {\mbox{tg }}{\frac {\pi }{2}}} apod.
Pojem limita funkce v nevlastním bodě vyjadřuje limitu v plus nebo minus nekonečnu. Například {\displaystyle \lim _{x\to +\infty }\operatorname {arctan} ={\pi  \over 2}\,\!} (viz funkce arkus tangens).